# Kruhel (Nozdrzec)
Kruhel – część wsi Nozdrzec w Polsce, położona w województwie podkarpackim, w powiecie brzozowskim, w gminie Nozdrzec.
W latach 1975–1998 Kruhel administracyjnie należał do województwa krośnieńskiego.